# Skort

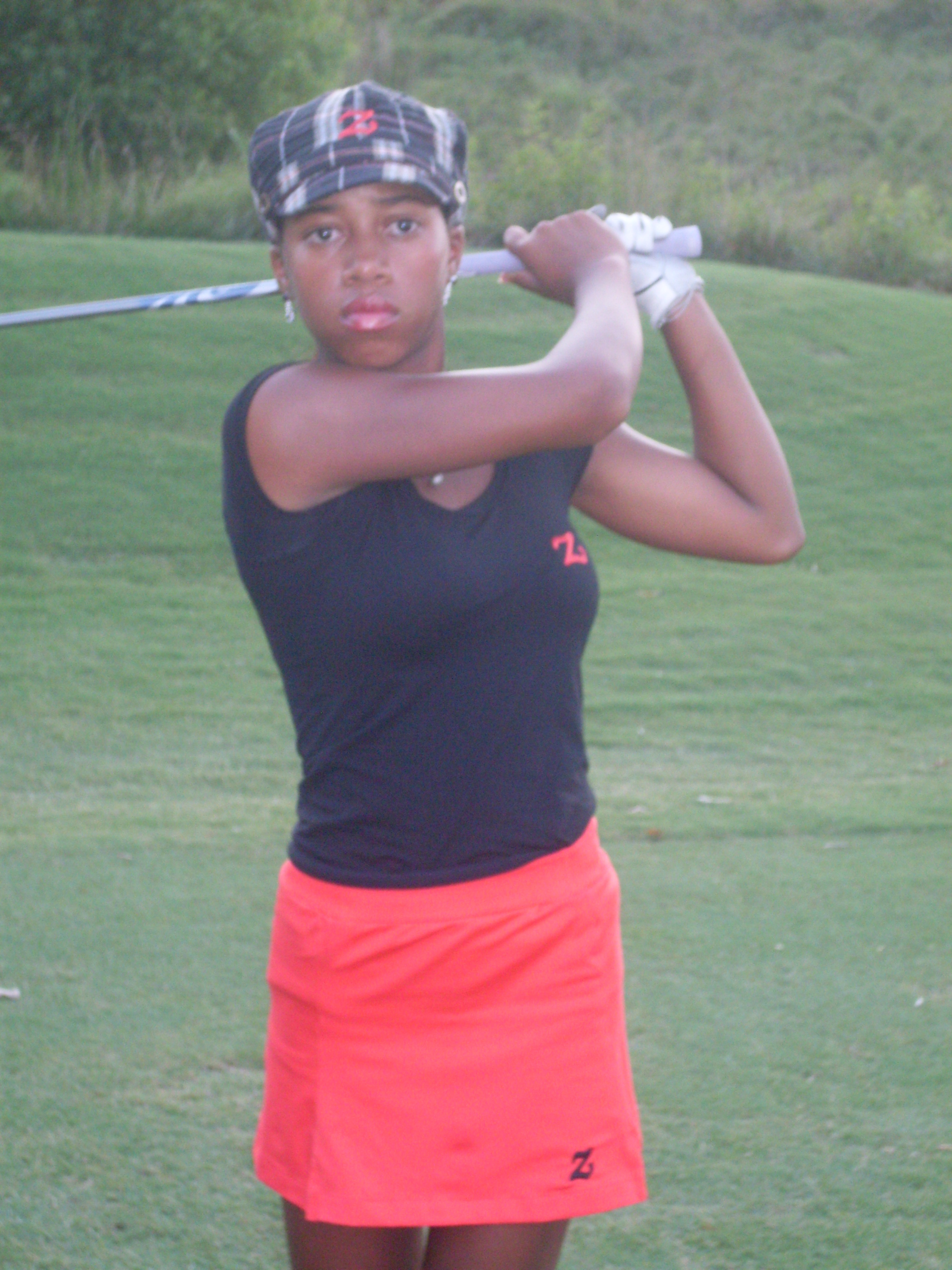
Golfster Zakiya Randall draagt een skort.

Een skort is een korte broek met een overlappend stoffen paneel dat is gemaakt om te lijken op een rok, of een rok met daaronder geïntegreerd een korte broek. De skort wordt ook wel een sportrok genoemd.
Het woord skort is een samentrekking van de Engelse woorden rok (Engels skirt) en korte broek (Engels: short).
Skorts worden meestal door vrouwen gedragen, en vooral tijdens buitenactiviteiten zoals wandelen, hiking en sporten.
Skorts verschillen van broekrokken of culottes door hun constructie: ze bestaan uit een korte broek met materiaal eroverheen om het als een rok te laten lijken.

## Geschiedenis

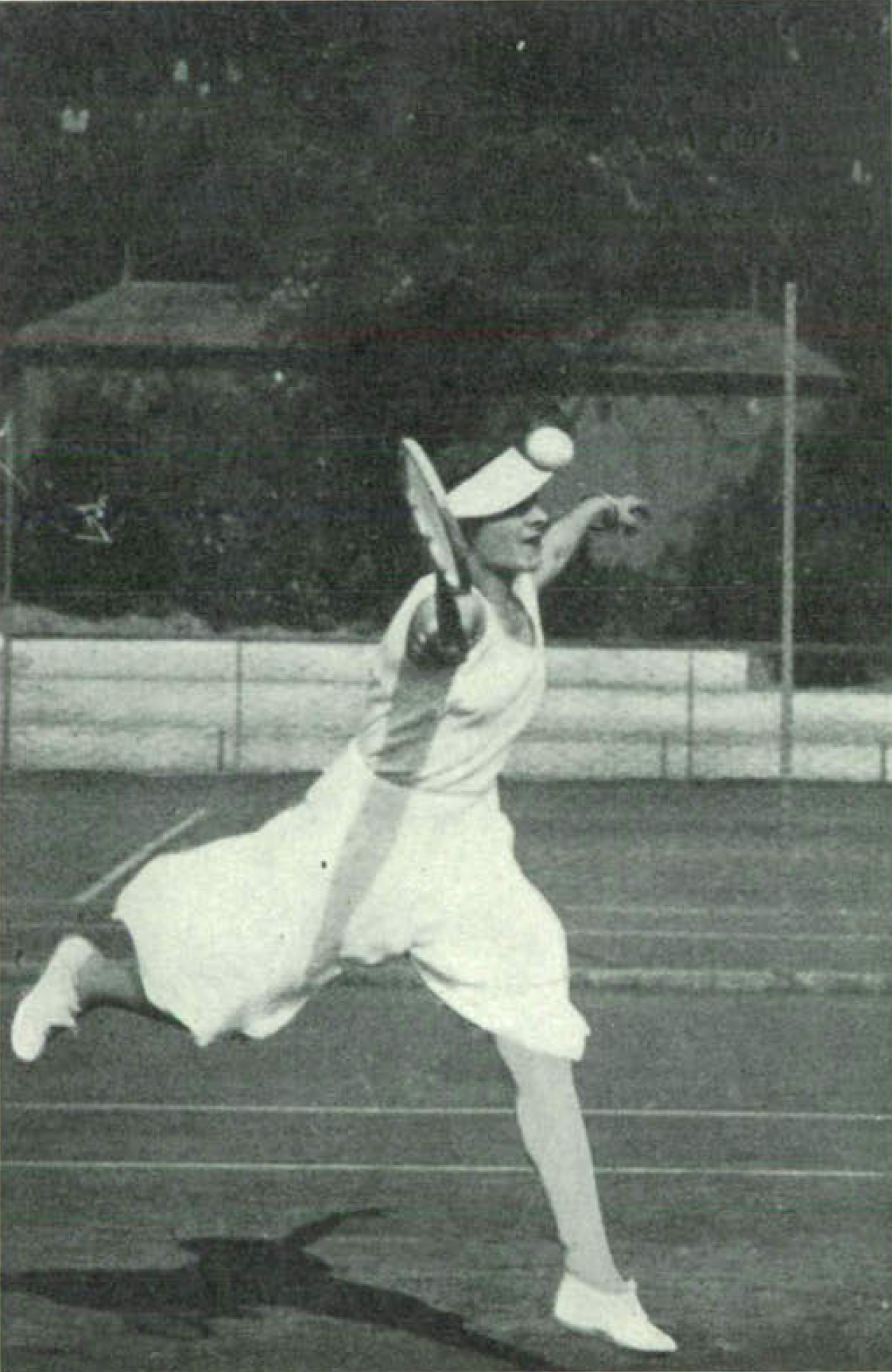
Lili de Alvarez tijdens de Franse Tenniskampioenschappen in 1931 in haar controversiële "broekrok"

Tijdens het Victoriaanse tijdperk (1837-1901) werden lange broekrokken ontwikkeld voor paardrijden, zodat vrouwen schrijlings op een paard konden rijden in plaats van in amazonezit (met beide benen aan één kant). Deze paardrijbroeken voor vrouwen waren controversieel omdat van vrouwen verwacht werd dat ze alleen in amazonezit paard reden. Later droegen vrouwen bij activiteiten zoals tuinieren, schoonmaken, fietsen, etc. ook broekrokken, waardoor het er toch uitzag alsof men een rok droeg.
Aan het einde van de 19e eeuw en het begin van de 20e eeuw namen kledingstukken zoals bloomers en jupe-culottes in populariteit toe, ondanks de algemene publieke afkeuring voor vrouwen die broeken dragen. In 1911 produceerde de Franse modeontwerper Paul Poiret verschillende ontwerpen die een combinatie waren van rokken en broeken, die bekend werden als jupe-culotte of harembroek. Broekrokken en culottes zijn er in verschillende stijlen.
In eerste instantie vond men culottes niet gepast om te dragen tijdens het sporten, maar nadat de bekende Spaanse tennisster Lili de Alvarez in 1931 tijdens de toernooien van Roland Garros (eind mei) en Wimbledon (eind juni) een culotte droeg, werd het kledingstuk meer geaccepteerd in de sport.
Het Amerikaanse warenhuis en postorderbedrijf Montgomery Ward was de eerste die de naam ‘skort’ gebruikte, in hun lente/zomercatalogus van 1959. Deze skort was een korte plooirok met daaronder een aangehechte korte, lichte pofonderbroek (bloomer).
Later werd de naam ‘skort’ ook toegepast op een korte broek met een flap van stof aan de voorkant en vaak ook aan de achterkant, waardoor het kledingstuk op een rok leek. De afgelopen jaren is de term skort gebruikt voor elke rok met daaraan een korte broek.
Behalve praktisch, zijn skorts ook een fashion statement geworden, en veel merken bieden ze in verschillende stijlen en designs aan. Er zijn skorts met hoge taille, skorts met ruches of asymmetrische zomen, en skorts gemaakt van stoffen met patronen of textuur.
Sommige skorts zijn voorzien van zichtbare of onzichtbare zakjes, bijvoorbeeld voor een mobiele telefoon.

## Sport
Tennis, hockey, korfbal, basketbal, volleybal, handbal, zeilen, croquet, paardrijden en golf zijn sporten waar vrouwen al vóór of rond 1900 mee konden doen. Vrouwensport was iets wat voornamelijk door de rijkere klasse gedaan werd en toentertijd droegen vrouwen uit dat segment uitsluitend rokken. Ook tijdens het sporten. In de loop der jaren werden bij het sporten steeds kortere rokken gedragen, en bij verschillende sporten, zoals basketbal, volleybal en handbal, werd de rok vaak ingeruild voor een sportbroek (short).
Vooral in sporten zoals tennis, hockey en korfbal, die vasthouden aan de traditie waarbij speelsters een rok dragen, zijn skorts populair geworden. Ook bij badminton, tafeltennis, squash en volleybal worden wel skorts gedragen.
Moderne sport skorts zijn gemaakt van comfortabele, vochtafvoerende stof en de geïntegreerde strakke legging shorts bieden bedekking, bescherming en ondersteuning tijdens het sporten.
Zichtbare en onzichtbare zakjes maken het mogelijk om tennisballen of golfballen bij je te houden. 

## Afbeeldingen

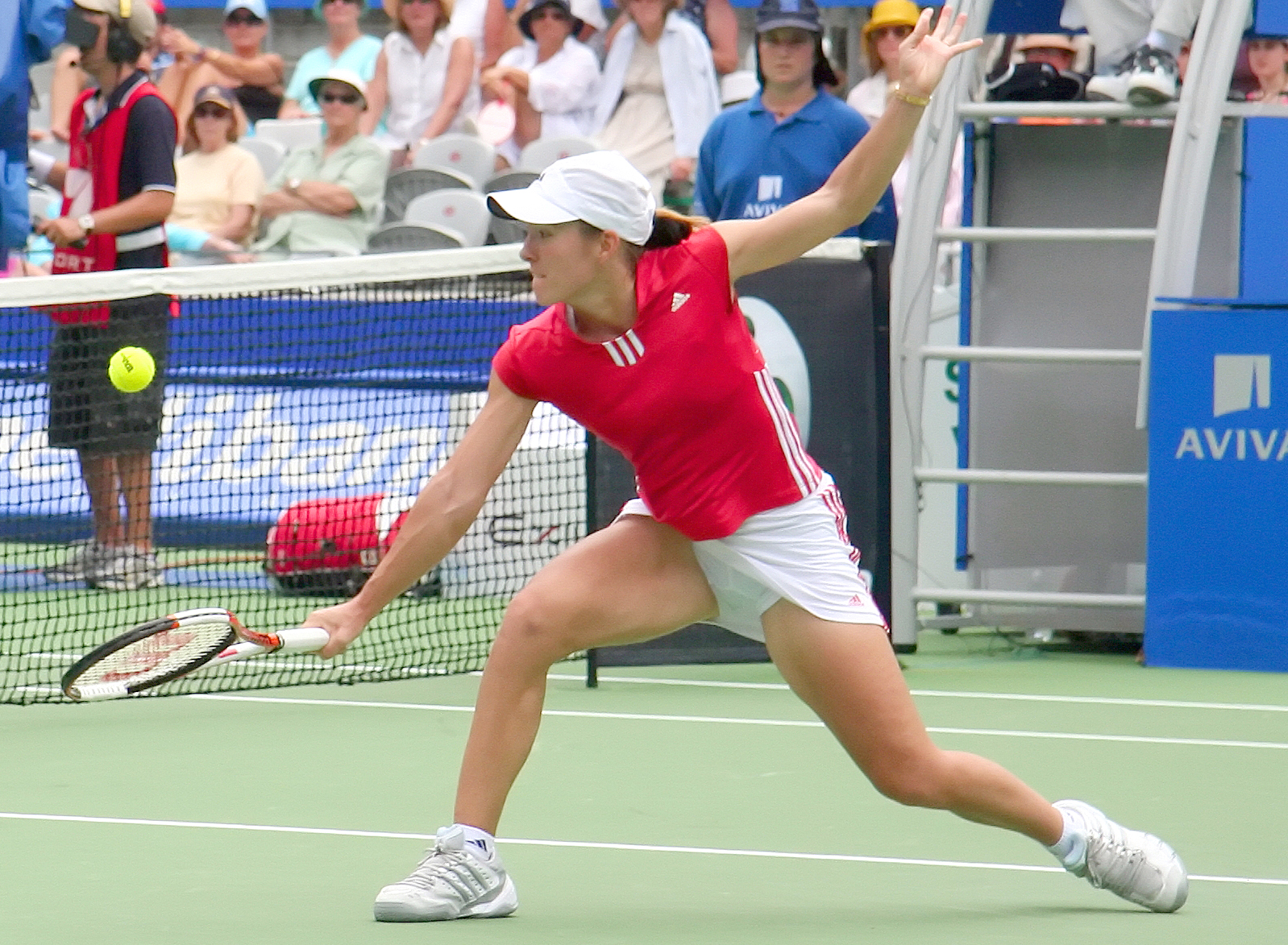
Tennisster Justine Henin (2006)
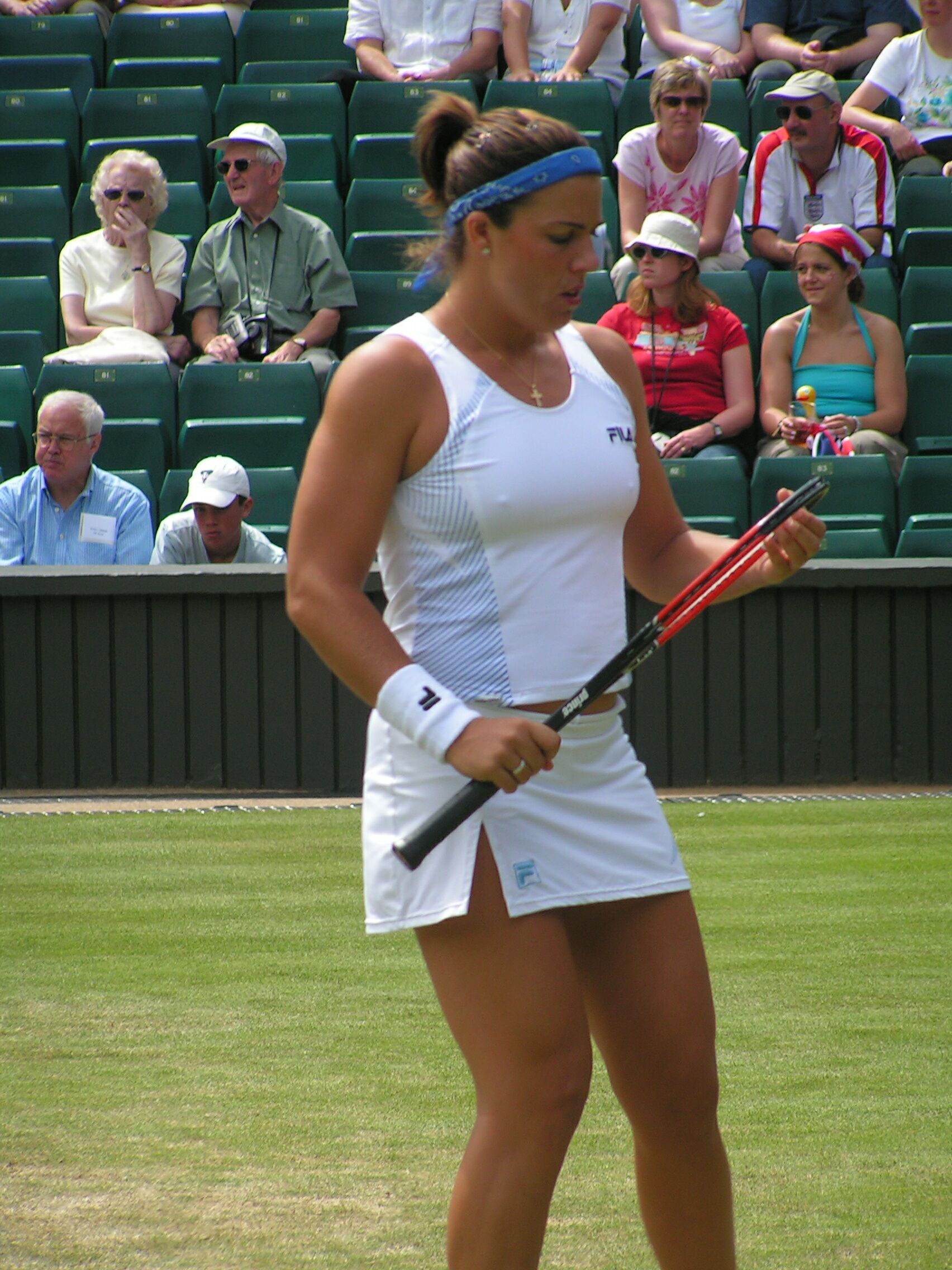
Tennisster Jennifer Capriati (2004)
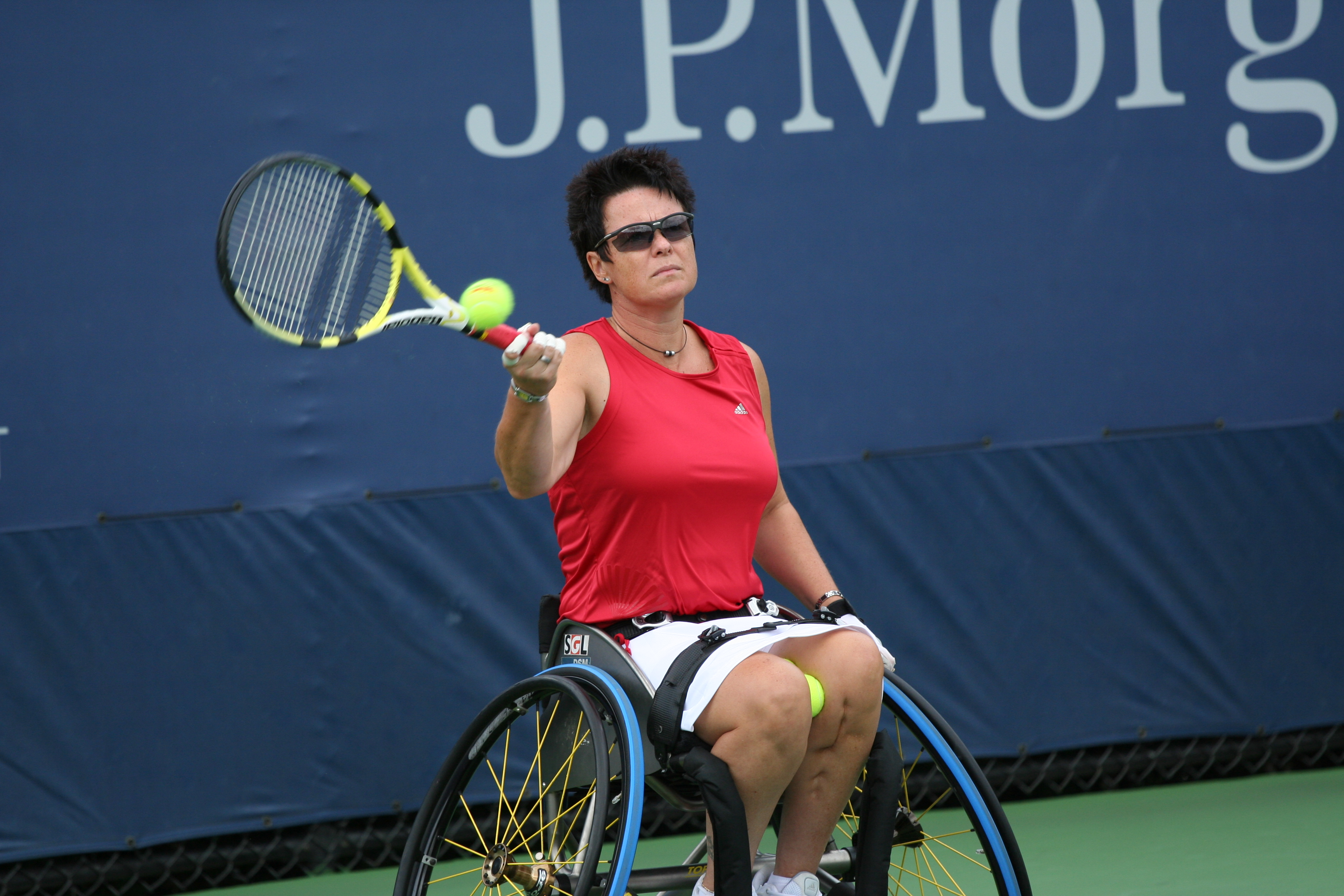
Rolstoeltennisster Sharon Walraven (2009)
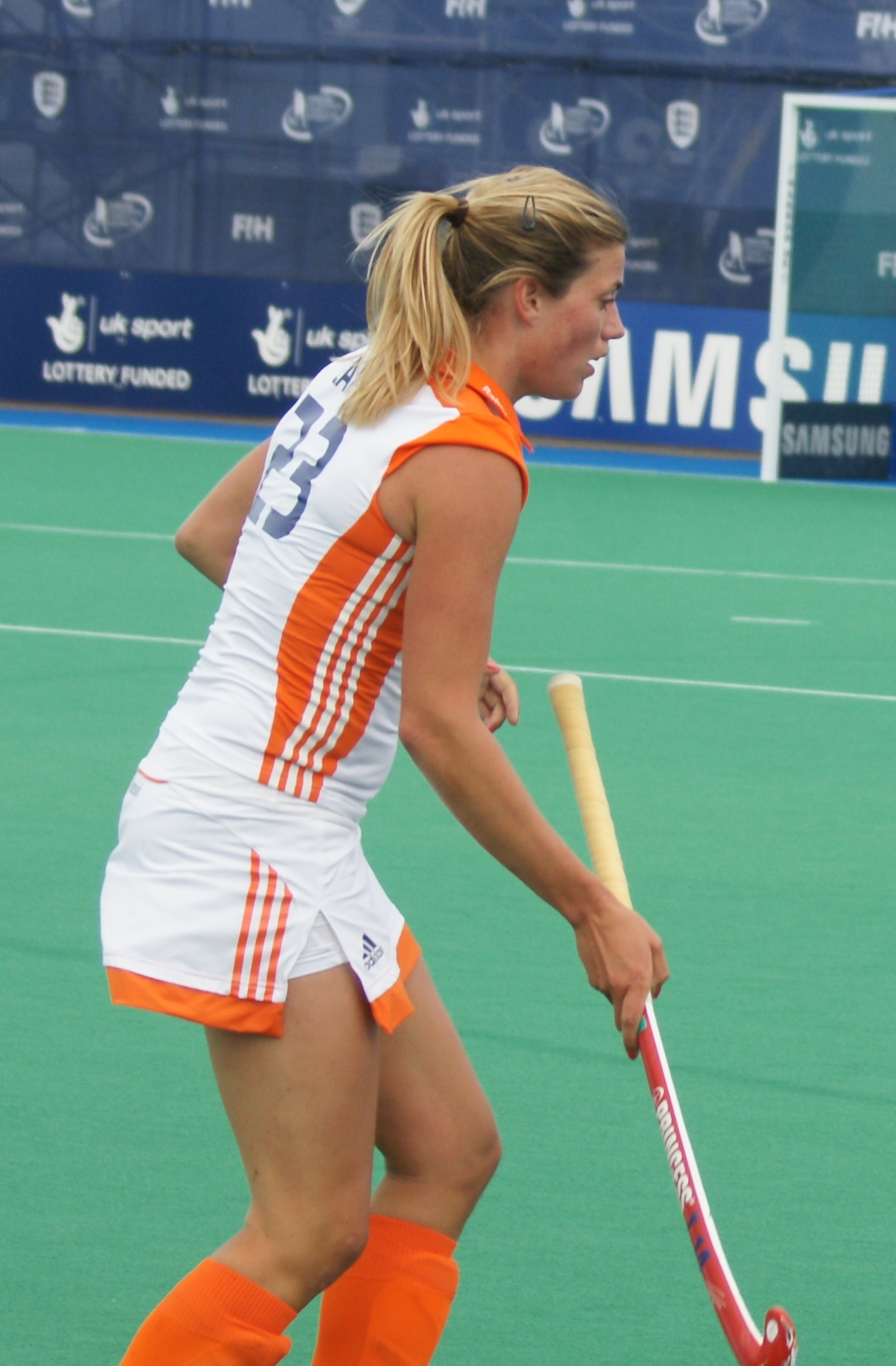
Hockeyster Kim Lammers (2009)
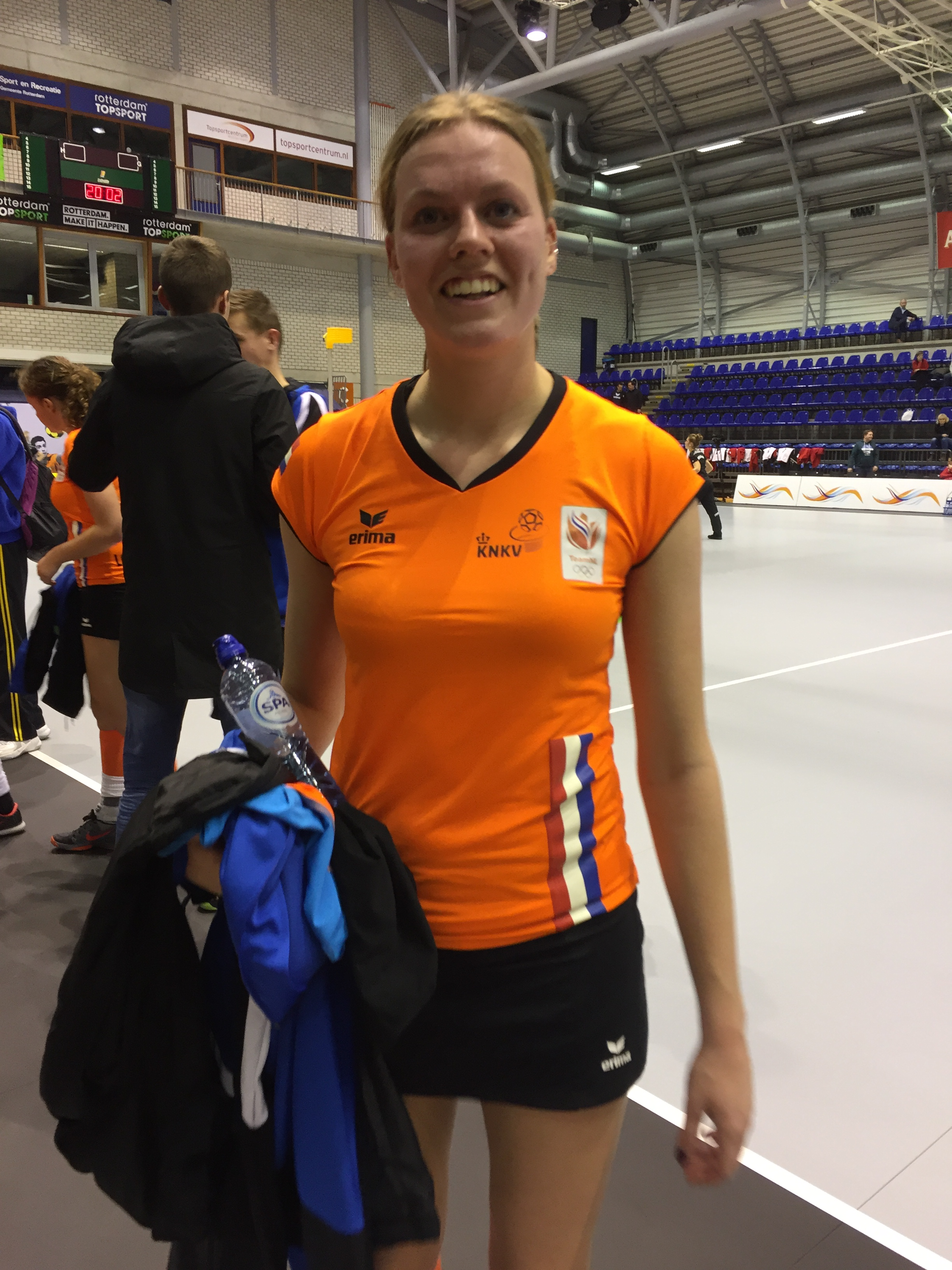
Korfbalster Marjolijn Schenk (2019)
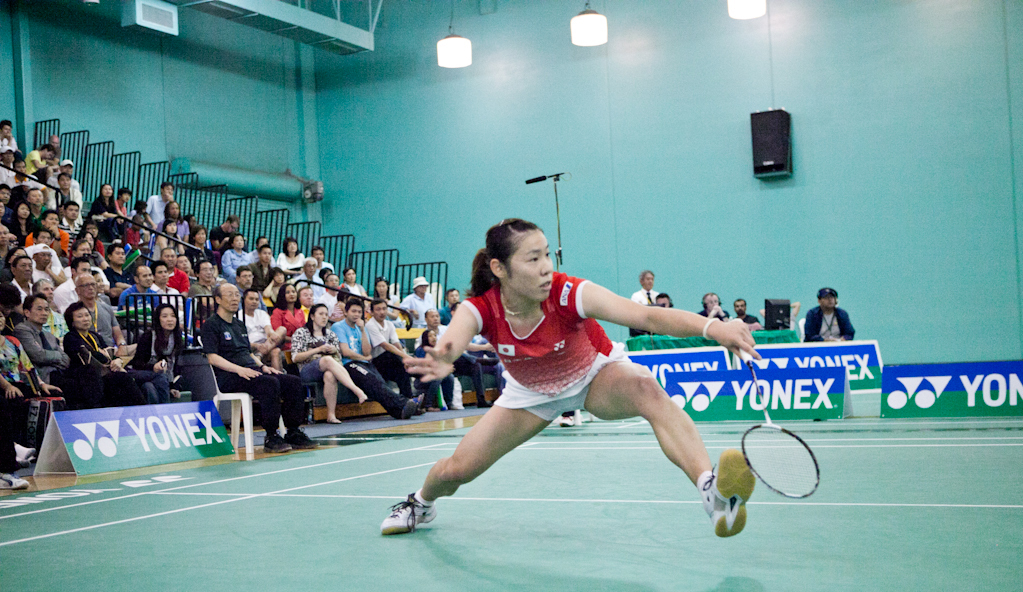
Badmintonster Sayako Sato (2011)
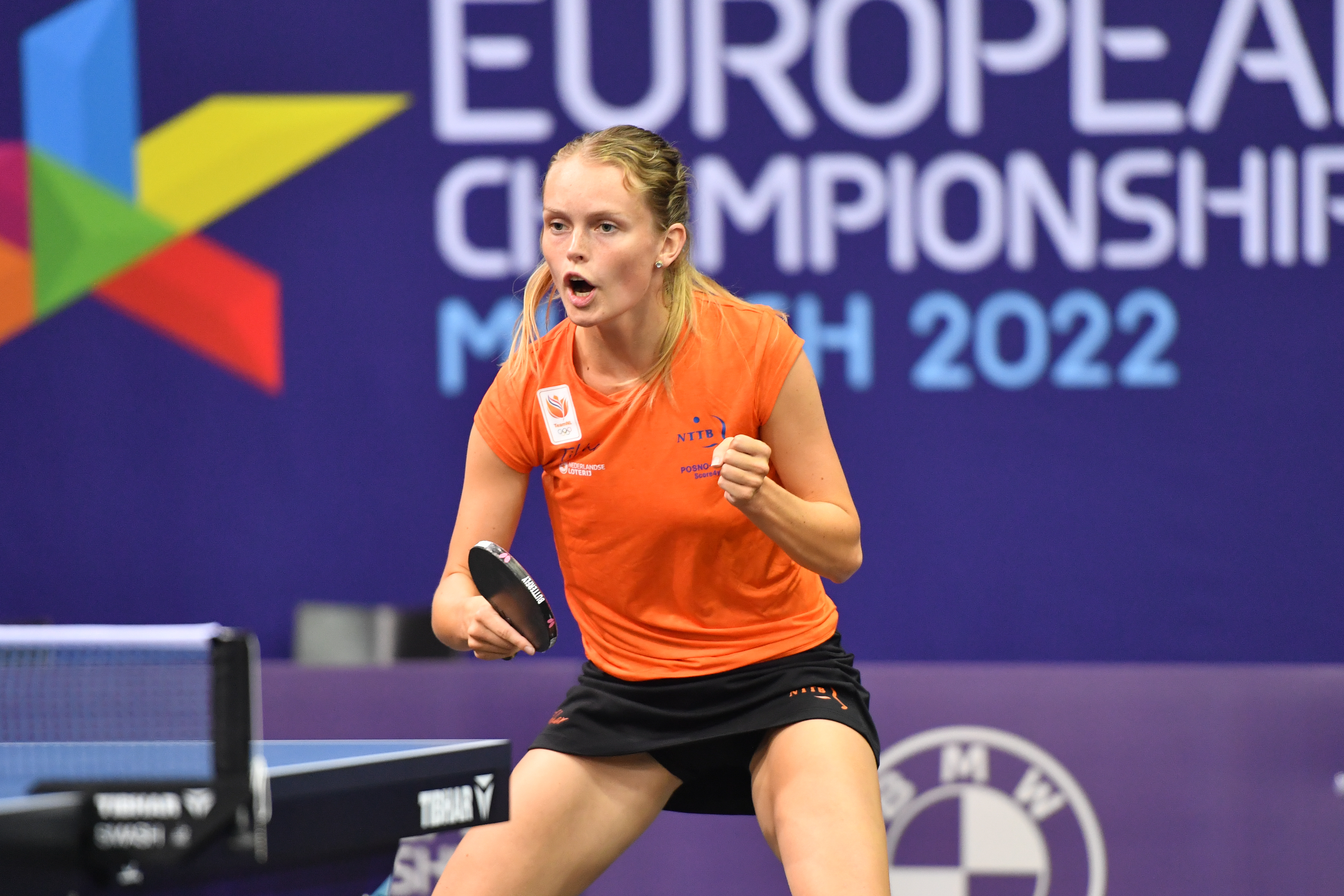
Tafeltennisster Sanne de Hoop (2022)
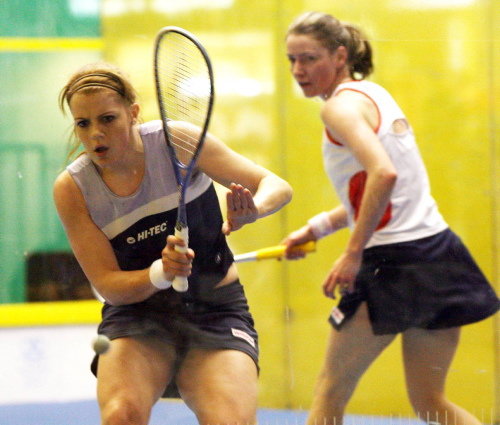
Squashsters Vaneesa Atkinson & Vicky Botwright (2007)
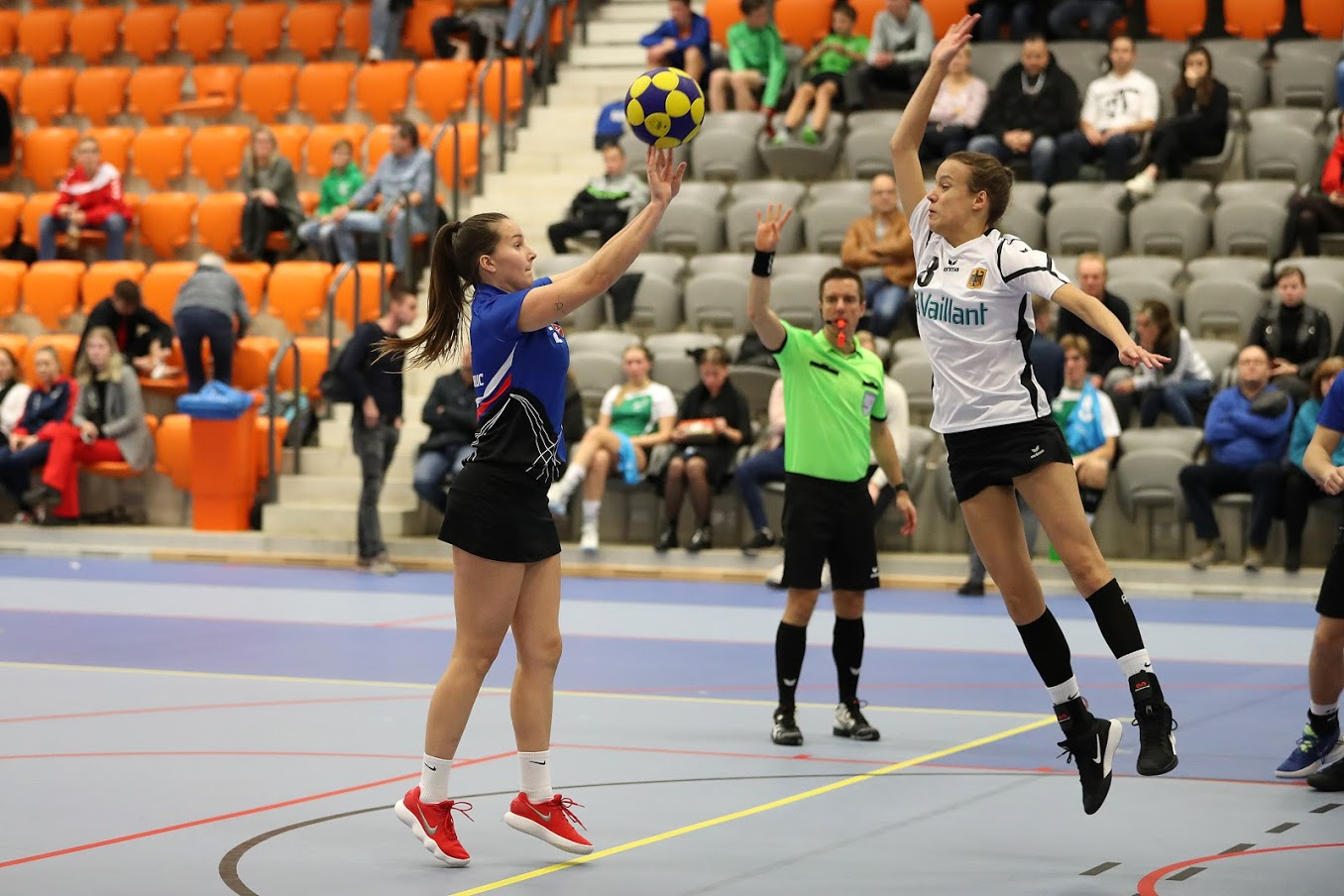
Korfbal